# سسیلیا سارکوزی
سسیلیا سارکوزی (در فرانسوی: Cécilia Sarkozy) مدل و همسر سابق نیکلا سارکوزی، رئیس جمهور فرانسه است.
سسیلیا و نیکلا سارکوزی در سال ۱۹۹۶ با یکدیگر ازدواج کردند. هر دوی آن‌ها از همسران سابق خود جدا شده و از ازدواج قبلی خود، هر یک دو بچه داشتند.این دو، یک پسر ده ساله به نام لویی نیز دارند.